# Bouliac
Bouliac é uma comuna francesa na região administrativa da Nova Aquitânia, no departamento da Gironda. Estende-se por uma área de 7,48 km². Em 2010 a comuna tinha 3 733 habitantes (densidade: 499,1 hab./km²).